# Raymond Ahoua
Raymond Ahoua FDP (ur. 1 maja 1960 w Bonoua) – iworyjski duchowny katolicki, biskup Grand-Bassam od 2010.

## Życiorys

### Prezbiterat
Święcenia kapłańskie otrzymał 14 lipca 1990 w zgromadzeniu orionistów. Po święceniach pracował w rodzinnym mieście oraz w scholastykacie w Anyamie. W 1998 wyjechał jako misjonarz do Kenii, gdzie pełnił funkcje m.in. wykładowcy zakonnego postulatu oraz instytutu teologicznego w Nairobi. W 2009 powrócił do kraju i objął stanowisko wychowawcy w zakonnym seminarium.

### Episkopat
27 marca 2010 papież Benedykt XVI mianował go biskupem ordynariuszem diecezji Grand-Bassam. Sakry udzielił mu 4 lipca 2010 ówczesny nuncjusz apostolski na Wybrzeżu Kości Słoniowej - arcybiskup Ambrose Madtha.